# Partagás (puro cubano)

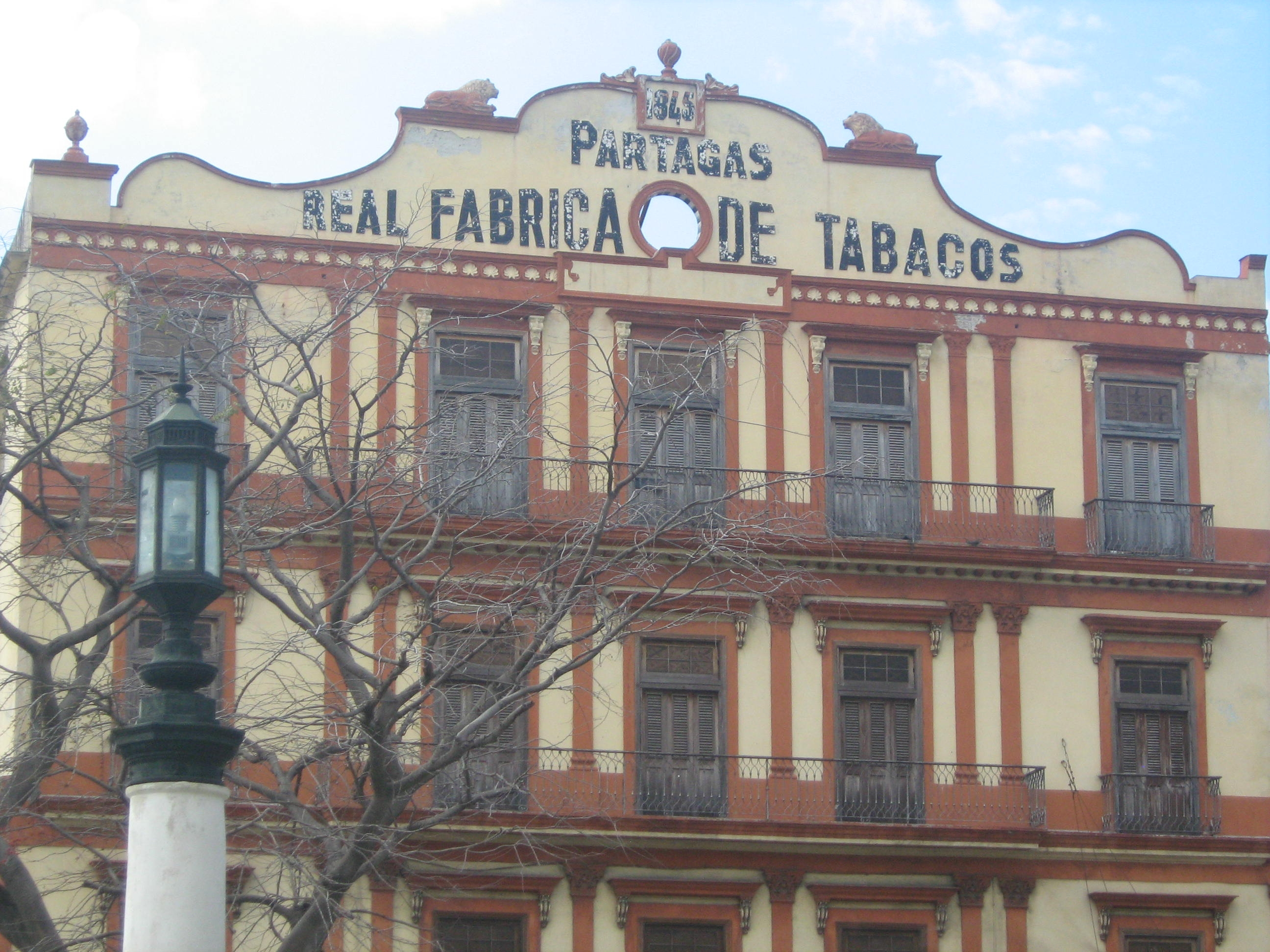
Fachada de la fábrica Partagás en La Habana.

Partagás es una marca de cigarros (puros) cubana perteneciente a la compañía nacional Habanos S.A. administrada por el estado cubano para la producción y comercialización del tabaco de la región. Fue fundada en 1845 por Don Jaime Partagás y Ravell, de modo que es una de las marcas más antiguas de La Habana. Partagás produce puros de sabor fuerte en una amplia variedad de tamaños. Entre los más conocidos figuran la Serie D n.°4 (Robusto), la Serie D n.°3 Limited Edition (relanzada en 2006) y la 8-9-8 Dalia.

## Historia

### Los comienzos

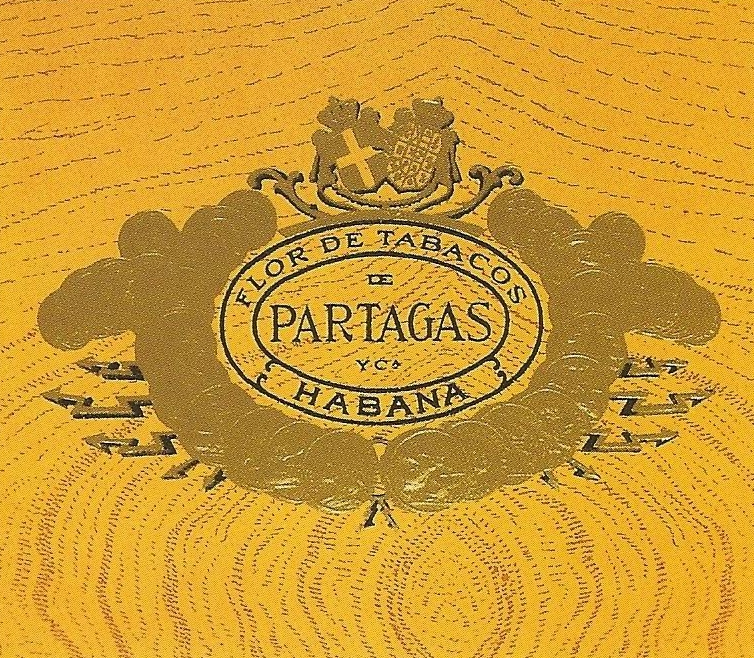
Símbolo de La Flor de Tabacos Partagás

La Flor de Tabacos de Partagás apareció en el registro de los nombres de marcas en 1827. Su creador, don Jaime Partagás, de origen español, era el propietario de una pequeña fábrica de tabaco en La Habana en 1827. Desde el principio, tenía la ambición de emprender una producción a mayor escala, pero no disponía del capital suficiente para entrar en el grupo de los grandes. Mientras esperaba su momento oportuno, se dedicó juiciosamente a comprar distintas plantaciones de la región de Vuelta Abajo. Tardó veinte años en conseguir el interés de los inversores en su proyecto. Cuando tuvo el apoyo necesario, creó la empresa La Flor de Tabacos de Partagás y Cía. La marca tiene prestigio dentro de los habanos más fuertes y con un aroma de más cuerpo. La calidad del tabaco es excepcional dado que don Jaime Partagás fue de los primeros en concentrarse meticulosamente en las técnicas para mejorar la producción, especialmente en el área de fermentación. La fábrica (ver la primera imagen) en la que se elaboran los cigarros queda en la Calle de la Industria, en un suntuoso edificio de estilo colonial. Todavía sigue allí, actualmente, y, aunque ha pasado por una renovación en 1987, sigue siendo la fábrica más antigua de cigarros. Es una de las mayores atracciones turísticas de La Habana, una visita imprescindible.

### El lector
Fue en el interior de estas paredes, alrededor de 1865, que apareció un nuevo tipo de tabaquero. Se trataba del «lector», que tenía la importante misión de leer en voz alta periódicos y novelas a los torcedores de cigarros, mientras trabajaban. La primera aparición del lector en las fábricas fue muy apreciada por los trabajadores, y llegó a ser considerada una especie de derecho social y cultural. La importancia del papel jugado por el lector puede apreciarse por el largo tiempo que perduró, aun cuando apareció un competidor de alta tecnología para ocupar su puesto: la radio.

### Una muerte trágica
En 1864, don Jaime murió asesinado al recibir una bala en una de sus plantaciones de Vuelta Abajo. La marca fue entonces adquirida por el banquero José Bances, que haría mucho para extender la popularidad de sus cigarros. Consiguió la codiciada medalla de oro de la Exposición Universal de 1879, en París. En 1900, fue obligado a traspasar el negocio, el cual pasó a manos de Ramón Cifuentes y José Fernández. Este último se retiraría al poco tiempo, dejando la marca totalmente en manos de la familia Cifuentes, que conservaría su propiedad hasta la revolución de 1959.

### Los últimos años
Ramón Cifuentes abandonó Cuba en 1961, dos años después de la revolución, y la fábrica Partagás fue nacionalizada y rebautizada como Francisco Pérez Germán. Los doscientos torcedores empleados en ella pueden llegar a producir ocho millones de puros al año. Eso significa que Partagás produce la mitad de los cigarros fabricados en La Habana. La otra mitad se distribuye entre las otras cinco fábricas: Bolívar, Ramón Allones, La Gloria Cubana, Cohiba y H. Upmann. Actualmente, la fábrica Partagás es uno de los principales destinos de turistas interesados en los puros. Por esta razón, la fábrica es de los lugares más visitados en La Habana, y la marca misma ofrece algunos de los puros con más cuerpo y más satisfactorios; entre los mejores de Partagás se encuentran los Presidentes, los Lusitanias y los 8-9-8 Varnished.

### Más allá de las costas cubanas

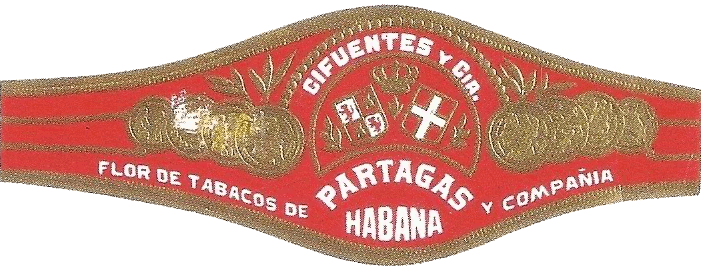
Anilla de puros Partagás

En 1974 Ramón Cifuentes vendió parte de los derechos de la marca Partagás en Estados Unidos a la General Cigar Company, y bajo su supervisión se fabricaron Partagás no cubanos en Jamaica. La fábrica se reubicó luego en la República Dominicana en 1979. Para no confundir la marca Partagás cubana Habanos SA con la dominicana de General Cigar se observa que en los puros de la versión cubana de Partagás se inscribe la palabra "Habana" en la anilla de los puros, mientras que en los dominicanos se lee "Partagás 1845".

### Partagás en el nuevo siglo
Ramón Cifuentes fallece en el año 2000 dejando detrás un legado de finos puros a todos los amantes del tabaco. En el 2002, una variedad de cambios se instalan en la producción de cigarros en la isla de Cuba. Uno de estos cambios fue la decisión de cambiar gradualmente las marcas de puros cubanos a líneas del tipo confeccionados a máquina o hechos a mano, reduciendo así la redundancia de tamaños, tipos y vitolas de la marca, logrando así una mejor economía respecto de la bajas ventas de ciertas vitolas producidas. Partagás, que ha tenido en toda su historia una amplia variedad de cigarros tanto hechos a mano como confeccionado a máquina, tuvo un gran recorte de producción debido a esta medida, lo que fue un gran golpe para los amantes y conocedores de puros alrededor del mundo, ya que muchas de sus vitolas favoritas desaparecieron del mercado, o se volvieron muy difíciles de conseguir.

## Puros y vitolas de Partagás

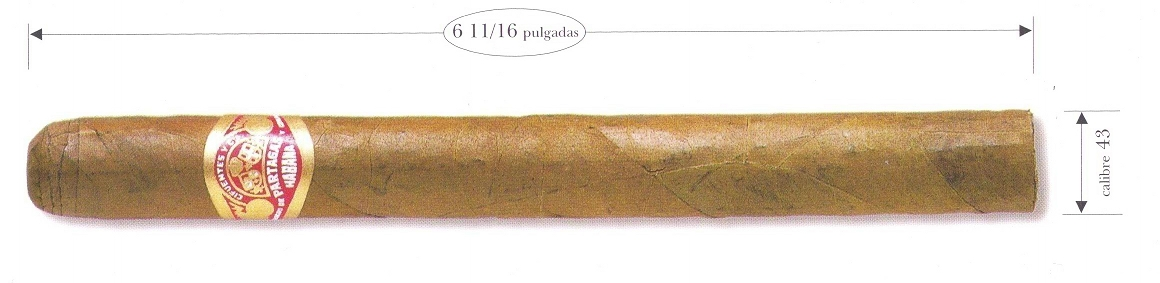
Puro Partagás 8-9-8 Varnished: «Corpulento, con un fuerte aroma y un sabor franco y picante, este churchill es el más solicitado de los Partagás de entre sus cigarros de mayor calidad, con la excepción de los Lusitanias. Los 8-9-8 Varnished, cuyo nombre deriva de su presentación en tres filas de ocho, nueve, y otra vez ocho cigarros, ha obtenido un substancioso éxito comercial. El mismo sistema puede encontrarse, en Cuba, en los Ramón Allones, y en la República Dominicana, en Ashton y Cuesta Rey, y también en Jamaica (8-9-8 Collection). Su caja de madera barnizada y esquinas redondeadas ha tenido un importante éxito. Este 8-9-8 no debe confundirse con el otro modelo de Partagás 8-9-8: el 8-9-8 Cabinet, que es fácil de fumar y más pequeño, presentado en una caja de madera sin barnizar». Aurelio Pastor

Partagás dispone de la mayor oferta y de las series más extensas de todas las marcas de Habanos, con más cuarenta modelos registrados en el catálogo. La mayoría de estos modelos, sin embargo, están hechos a máquina y destinados, como los Chicos, a una clientela poco exigente. Esto nos deja con unos veinte modelos de calidad superior, como los Lusitanias, un doble corona de 7 ¾ pulgadas de longitud (194 mm), y los Shorts, un tres petit corona de 4 pulgadas de largo. Hay que destacar las imponentes Culebras: tres cigarros entrelazados juntos que solo Partagás y H. Upmann siguen fabricando.

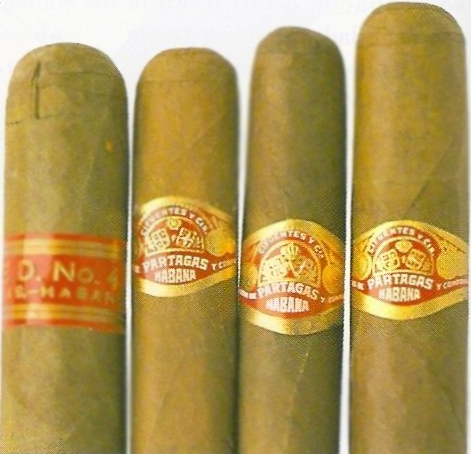
Cigarros Partagás. De izquierda a derecha: 1. Serie D n.°4, 2. Partagás n.°1, 3. 8-9-8 Varnished, 4. Lusitania

Desde la introducción de la Edición Limitada que se pone a la venta anualmente, Partagás ha tenido un tamaño especial de vitolas casi al año como ser: los Pirámide, en el 2000; los Serie D n.°3, en 2001; los Serie D n.°4, en 2004; una reedición de los Serie D n.°3, en 2006; y los Serie D n.°5, en 2008. En el 2005, Partagás introdujo una nueva medida a su serie regular de vitolas, la famosa Pirámide Serie P n.°2.

Partagás también conservó algunos cigarrillos hechos a máquina: los Mini y los Club.
| PARTAGÁS (CUBA)       | PARTAGÁS (CUBA) | PARTAGÁS (CUBA) | PARTAGÁS (CUBA) |
| Nombre                | Longitud        | Calibre         | Vitola          |
| --------------------- | --------------- | --------------- | --------------- |
| Short                 | 109 mm          | 42              | Petit Corona    |
| Serie D n°. 4         | 124 mm          | 50              | Robusta         |
| Habaneros             | 127 mm          | 39              | Belveras        |
| Petit Corona Especial | 127 mm          | 44              | Petit Corona    |
| Corona                | 140 mm          | 42              | Corona          |
| Serie D n°. 3 LE 2006 | 142 mm          | 46              | Corona Gorda    |
| Super Partagás        | 152 mm          | 40              | Nacionales      |
| Serie D n°.2 LE 2003  | 152 mm          | 50              | Toro            |
| Serie P n°.2 LE 2003  | 152 mm          | 52              | Pirámide        |
| De Partagás n°.1      | 168 mm          | 43              | Dalia           |
| 8-9-8                 | 171 mm          | 43              | Dalia           |
| Churchill De Luxe     | 178 mm          | 47              | Julieta         |
| Lusitania             | 194 mm          | 49              | Prominente      |
|                       |                 |                 |                 |

### Wikipedia en inglés
- Partagás (cigar brand)
- Real Fabrica de Tabacos Partagás